# فيونوالا شيري
فيونوالا شيري (ولدت في 20 سبتمبر 1962) هي عازفة كمان ومغنية إيرلندية.
شكلت فرقة سيكريت جاردن السلتية النوردية مع الموسيقي النرويجي رولف لوفلاند، التي فازت بمسابقة الأغنية الأوروبية عام 1995 بأغنيتها "نوكترن" ذات الطابع الموسيقي الآلي. كجزء من فرقة سيكريت جاردن، أصدرت العديد من الألبومات الناجحة التي وصلت إلى المراكز العشرة الأولى في قوائم بيلبورد لأغاني العصر الجديد. في عام 2010، أصدرت ألبومها المنفرد "أغاني من قبل".

## خلفية
بدأت شيري العزف على الكمان في سن الثامنة. تخرجت بمرتبة الشرف من كلية الموسيقى في كلية ترينيتي بدبلن، بعد أن انتقلت إليها في سن الخامسة عشرة لمواصلة تعليمها الموسيقي. بدأت مسيرتها المهنية بفترة عشر سنوات كعضو في أوركسترا RTÉ للحفلات الموسيقية.
أما آلتها الموسيقية المفضلة، سواء للعمل المباشر أو في الاستوديو، فهي كمان إنجليزي من صنع جون إدوارد بيتس من عام 1790، مع قوس هيل.
تعاونت شيري مع مجموعة واسعة من الموسيقيين، منهم ذا تشيفتينز، وسينيد أوكونور، وفان موريسون، وكريس دي بورغ، وبونو، وويت ويت ويت، وويستلايف. كما سجّلت موسيقى العديد من أفلام هوليوود مع أوركسترا الفيلم الأيرلندي، بما في ذلك فيلمي غرفة مع إطلالة والقناع.

## وسائل إعلام أخرى
كتبت شيري وقدمت برنامجًا موسيقيًا للأطفال على التلفزيون الوطني الأيرلندي، مستوحى من فكرة ابتكرتها بنفسها. في عام 2010، أصدرت ألبومًا منفردًا بعنوان "أغاني من قبل" في أيرلندا. صدر الألبوم عام 2011 في الولايات المتحدة وكندا بواسطة شركة هارتس أوف سبيس ريكوردز.

## الحياة الشخصية
تزوجت من رجل الأعمال برنارد دويل في عام 2010.

## صراعات صحية
كسرت شيري ذراعيها بعد تعثرها أثناء المشي في دبلن في فبراير 2015. وقالت إن ذلك قد يكون له آثار خطيرة على مسيرتها الموسيقية، لكنها أعربت عن ثقتها في أنها ستعود إلى لياقتها البدنية الكاملة.
تمكنت شيري من البدء في جدولة الحفلات الموسيقية في نهاية عام 2015 وذلك بعد إجراءها أكثر من عملية جراحية، وقد بدأت في القيام بجولات أخرى في عام 2016. وقد تسببت تجربتها مع هذه الإصابة الخطيرة في صراعها لاحقًا مع رهبة المسرح.
في أوائل عام 2019، شُخِّصت شيري بسرطان الثدي بعد فحص روتيني، مما أدى إلى إلغاء جولة عالمية. أُزيل الورم العدواني خلال جراحتين، تبعهما علاج إشعاعي، وعام من دواء هيرسيبتين.

## روابط خارجية
- فيونوالا شيري على موقع IMDb (الإنجليزية)
- فيونوالا شيري على موقع ميوزك برينز (الإنجليزية)
- فيونوالا شيري على موقع ديسكوغز (الإنجليزية)